# 清水口镇
清水口镇，是中华人民共和国广西壮族自治区玉林市北流市下辖的一个乡镇级行政单位。

## 行政区划
清水口镇下辖以下地区：
清水口村、竹榄塘村、陈地村、大郡村、大塘边村、香塘村、大罗村、积丽村、旺冲村和大荣村。